# À l'épreuve des balles (film, 1996)
Pour les articles homonymes, voir À l'épreuve des balles et Bulletproof.
Pour plus de détails, voir Fiche technique et Distribution.
À l'épreuve des balles ou À toute épreuve au Québec (Bulletproof) est un film américain réalisé par Ernest R. Dickerson, sorti en 1996.

## Fiche technique
- Titre : À l'épreuve des balles
- Titre québécois : À toute épreuve
- Titre original : Bulletproof
- Réalisation : Ernest R. Dickerson
- Pays d'origine : États-Unis
- Genre : Action, comédie policière
- Durée : 84 minutes
- Date de sortie : 1996
- DVD : Sortie le 24 juillet 2001 + le 18 novembre 2003 chez l'éditeur "Universal Pictures"

## Distribution
- Adam Sandler (VF : Joël Zaffarano) : Archie Moses
- Damon Wayans (VF : Bruno Dubernat) : Rock Keats
- James Caan (VF : Daniel Beretta) : Colton
- James Farentino (VF : Patrice Melennec) : Capt. Jensen
- Bill Nunn (VF : Michel Tugot-Doris) : Finch
- Allen Covert (VF : Laurent Morteau) : Detective Jones
- Kristen Wilson : Traci
- Xander Berkeley : agent Darryl Gentry
- Jeep Swenson